# Thomas Bahnson Stanley
Thomas Bahnson Stanley (Spencer, Virginia (en), 16 juillet 1890-Stanleytown (Virginie), 10 juillet 1970) est un homme d'affaires et homme politique américain, 57e gouverneur de Virginie (1954-1958).

## Biographie
Né dans le secteur non constitué en municipalité de Spencer, il est le plus jeune d'une famille de sept enfants. Il épouse le 24 octobre 1918 Anne Pocahontas Bassett, fille de John David Bassett, un des fondateurs de la Bassett Furniture (en).
Diplômé du Eastman Business College en 1912, il travaille d'abord dans l'entreprise de son beau-père et en devient directeur. En 1924, il fonde la Virginia furniture (en), un des principaux fabricants de meubles de Virginie.
Démocrate, membre de la Chambre des délégués de Virginie Henry County (1930-1932), il est élu membre de la Chambre des délégués de Virginie (1932-1946) dont il est Président de 1942 à 1946.
Le 5 novembre 1946, il est élu à la chambre des représentants des États-Unis pour le 5e district de Virginie (1946-3 février 1953) et le 20 janvier 1954, Gouverneur de Virginie, poste qu'il occupera jusqu'au 11 janvier 1958. Il s'y distingue en améliorant l'administration des hôpitaux et en augmentant le financement des hôpitaux psychiatriques et des écoles publiques.
Décédé en 1970, il est inhumé dans le Roselawn Burial Park à Martinsville (Virginie). Sa demeure a été inscrite en 1982 au Registre national des lieux historiques.